# Moody (Alabama)
Pour les articles homonymes, voir Moody.
Moody est une ville américaine située dans le comté de St. Clair en Alabama.

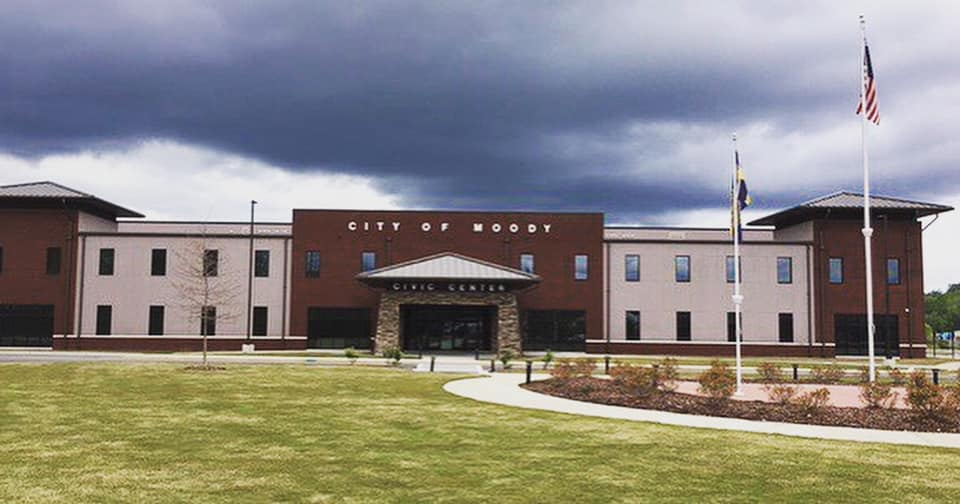
Centre civique Moody

La population de Moody est estimée à 12 593 habitants en 2015, en augmentation de 7,4 % par rapport aux 11 726 habitants recensés en 2010. La municipalité s'étend sur 24,71 milles carrés (64 km2), dont 24,40 milles carrés (63,2 km2) de terres.

## Démographie
| 1970 | 1980  | 1990  | 2000  | 2010   | - |
| ---- | ----- | ----- | ----- | ------ | - |
| 504  | 1 840 | 4 921 | 8 053 | 11 726 | - |